# Lodewijk van Oord

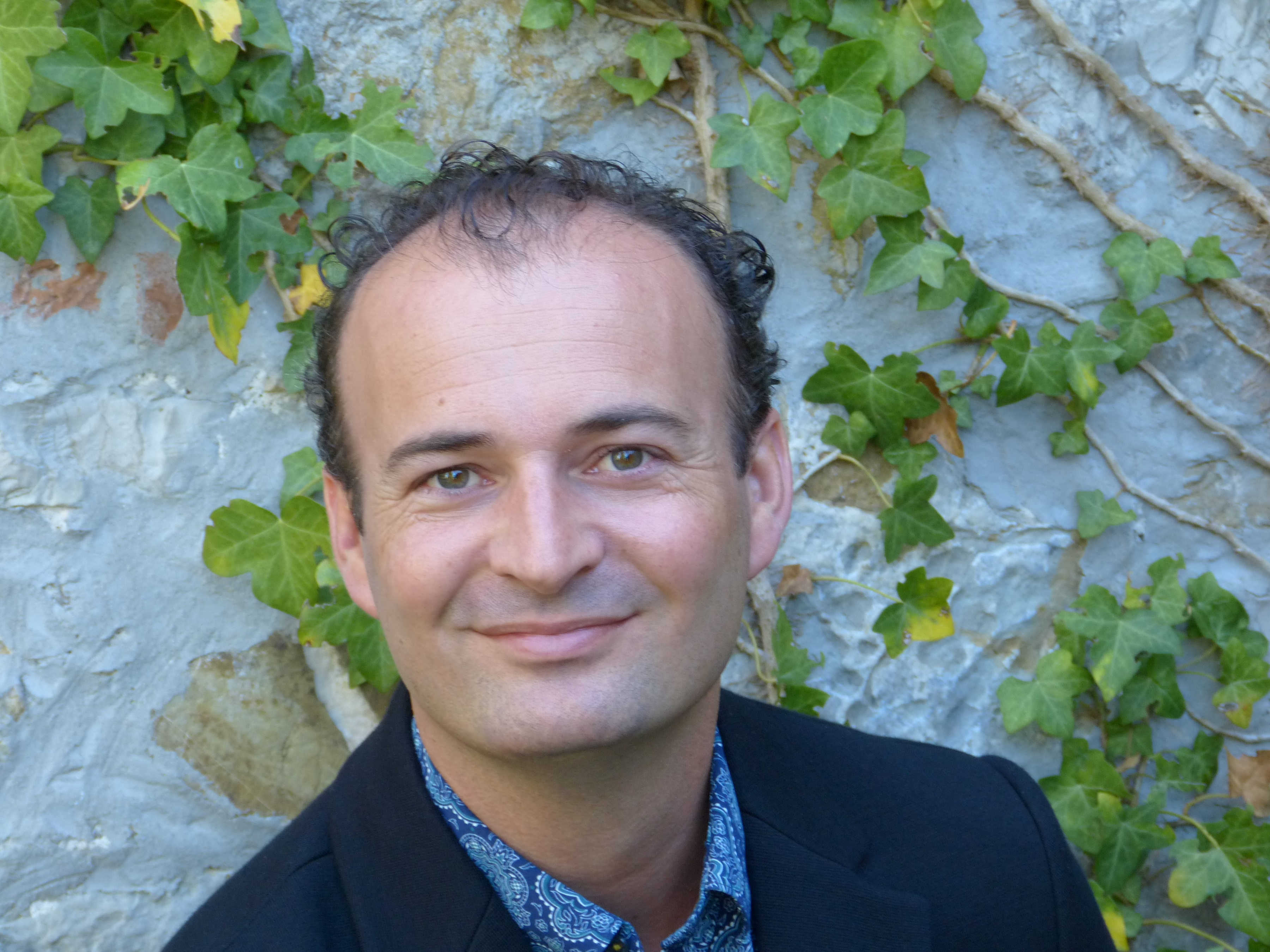
Lodewijk van Oord in 2015

Lodewijk van Oord (Madrid, 10 april 1977) is een Nederlandse schrijver. Hij debuteerde in 2001 met gedichten in het literaire tijdschrift De Revisor, en publiceerde sindsdien romans, verhalen, essays, gedichten, opiniestukken en kritieken.   
Van Oord groeide op in Spanje, Zwitserland, Mexico, Singapore en Nederland. Na zijn studie oude geschiedenis in Leiden woonde hij in Noorwegen, Wales, Swaziland en Italië. Hij werkte jarenlang voor de UWC (United World Colleges) organisatie, onder andere als docent conflictstudies en geschiedenis van het Midden-Oosten. In 2017 keerde hij terug naar Nederland om directeur te worden van UWC Maastricht. Hij vervulde die functie tot 31 juli 2024.  

Sinds zijn debuutroman Albrecht en wij in 2014 verschijnt al zijn werk bij Uitgeverij Cossee te Amsterdam. Zijn werk is beschreven als prikkelend, humoristisch, intelligent en hoogst origineel.   
Evi Aarens?

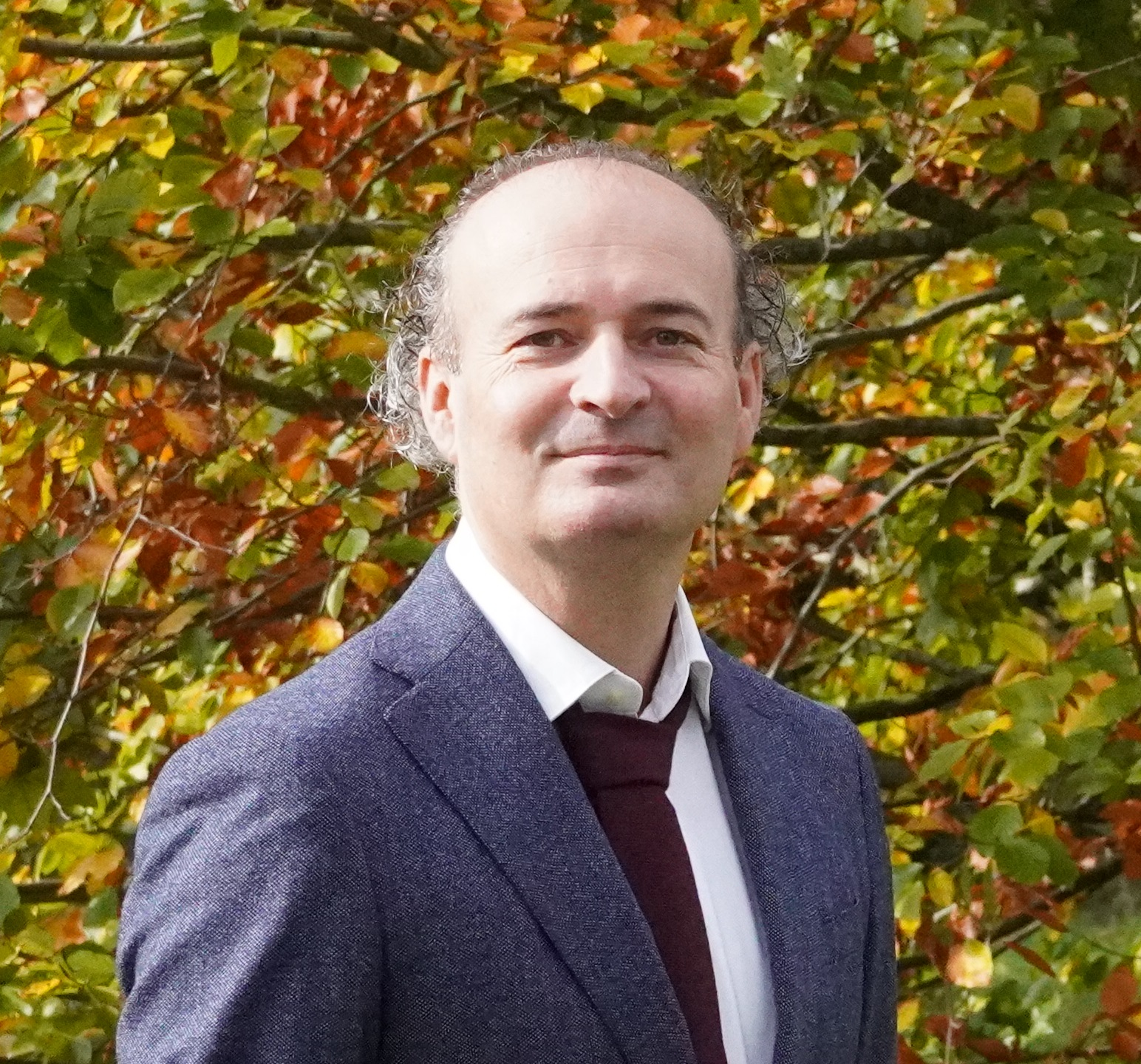
Lodewijk van Oord in 2025

Volgens Bas Jongenelen en Anneke Dunning heeft Van Oord onder het pseudoniem Evi Aarens de dichtbundel Disoriëntaties gepubliceerd. Dit concludeerden zij nadat zij zijn naam bij elkaar gepuzzeld hadden op basis van allitererende woorden in Disoriëntaties. Wellicht is Van Oord dan ook de auteur achter de schrijver Clovis E. van Wijk, die in 2023 debuteerde met Ik ga naar buiten om de tuin te zien, een experimentele roman over het leven en werk van Evi Aarens. Over Evi Aarens doen ook andere theorieën de ronde. Zelf heeft Van Oord zich nog niet over de kwestie uitgesproken.

## Boeken
- 2014 - Albrecht en wij (roman), vertaald naar het Duits door Christiane Burkhardt als Das letzte Nashorn (Knaus, 2016)
- 2015 - De duif (verhaal)
- 2016 - Alles van waarde (roman)
- 2019 - Niemand is van hier (roman)
- 2025 - Protesteren voor beginners. Over verzet en rebellie (essay)

## Prijzen en nominaties
- 2010 - Winnaar van de Nieuw Prozaprijs met het korte verhaal Thesmophoria.
- 2010 - Genomineerd voor de Lava Literair Brandende Pen met het korte verhaal Regina's kruis.
- 2014 - Albrecht en wij getipt door het boekenpanel van De Wereld Draait Door.
- 2015 - Albrecht en wij genomineerd voor de Jan Wolkersprijs.